# Warriors de Winnipeg (WHL)
Ne pas confondre avec Warriors de Winnipeg.
Les Warriors de Winnipeg sont une franchise de hockey sur glace qui était basée à Winnipeg dans le Manitoba au Canada. L'équipe a joué entre 1955 et 1961 dans la Western Hockey League.

## Statistiques
| No | Saison    | PJ | V  | D  | N | BP  | BC  | Pts | Classement           | Séries éliminatoires | Entraîneur    |
| -- | --------- | -- | -- | -- | - | --- | --- | --- | -------------------- | -------------------- | ------------- |
| 1  | 1955-1956 | 70 | 40 | 28 | 2 | 248 | 212 | 82  | 1er division Prairie | Vainqueurs           |               |
| 2  | 1956-1957 | 70 | 23 | 45 | 2 | 198 | 273 | 48  | 4e division Prairie  | Non qualifiés        | Alf Pike      |
| 3  | 1957-1958 | 70 | 39 | 26 | 5 | 262 | 211 | 83  | 1er division Prairie | Éliminés au 1er tour | Alf Pike      |
| 4  | 1958-1959 | 64 | 31 | 31 | 2 | 256 | 229 | 64  | 3e division Prairie  | Éliminés au 2e tour  | Alf Pike      |
| 5  | 1959-1960 | 70 | 25 | 42 | 3 | 224 | 262 | 53  | 6e                   | Non qualifiés        | Alf Pike      |
| 6  | 1960-1961 | 70 | 21 | 45 | 4 | 191 | 259 | 46  | 8e                   | Non qualifiés        | Bill Robinson |